# Jackson Yueill
Jackson William Yueill (Bloomington, 19 de marzo de 1997) es un futbolista profesional estadounidense que juega como centrocampista en New England Revolution de la Major League Soccer y en la selección nacional de los Estados Unidos.

## Trayectoria

### Primeros años
Jackson Yueill creció en Bloomington, Minnesota donde jugó al fútbol juvenil para la Academia Ramalynn y para Bloomington Jefferson, donde ayudó a llevar a los Jaguars al Torneo de Fútbol del Estado como estudiante de primer año.

### Carrera universitaria
Yueill jugó dos años de fútbol universitario en la UCLA entre 2015 y 2016, donde fue nombrado Primer equipo de la NSCAA All-Far West Region y First Team All-Pac-12 Conference ambos años.
Yueill dejó la universidad después del 2016 para firmar un contrato de Generación Adidas con la Major League Soccer.

### Carrera profesional
El 13 de enero de 2017 fue seleccionado sexto en general en el SuperDraft MLS 2017 por San Jose Earthquakes. Yueill hizo su debut profesional el 25 de marzo de 2017, mientras estaba cedido a Reno 1868, filial de la United Soccer League de San José, comenzando en una derrota por 2-0 ante Orange County SC. Anotó su primer gol profesional en la cuarta ronda de la Copa Abierta de EE. UU. 2017 en una victoria por 2-0 sobre los Deltas de San Francisco en el Estadio Avaya.
Esta actuación fue seguida por el debut de Yueill en la Major League Soccer como suplente en el minuto 75 en un empate sin goles en casa contra el Sporting Kansas City el 17 de junio de 2017. Su primera apertura en la MLS llegp en el Stanford Stadium el 1 de julio en una victoria por 2-1 sobre el LA Galaxy. Yueill fue uno de los dos jugadores de Earthquakes, el otro es Nick Lima, nominado el 14 de octubre de 2017 para el premio al Jugador Joven del año de la MLS.

### Selección nacional
Yueill recibió su primera convocatoria para la selección nacional sub-23 de Estados Unidos en marzo de 2019 para partidos contra Egipto y Países Bajos. Yueill recibió su primera llamada a la selección mayor de Estados Unidos el 1 de junio de 2019. Fue el único jugador seleccionado que no estaba en la lista provisional del equipo para la Copa Oro 2019. Hizo su debut en la selección mayor el 5 de junio de 2019 en un partido amistoso contra Jamaica.

## Clubes
| Club                   | País           | Año       |
| ---------------------- | -------------- | --------- |
| San Jose Earthquakes   | Estados Unidos | 2017-2024 |
| Reno 1868 FC (cedido)  | Estados Unidos | 2017-2018 |
| New England Revolution | Estados Unidos | 2025-     |

## Palmarés

### Títulos internacionales
| Título                     | Club (*)       | País           | Año  |
| -------------------------- | -------------- | -------------- | ---- |
| Copa de Oro de la Concacaf | Estados Unidos | Estados Unidos | 2021 |

(*) Incluyendo la selección.